# John O'Shea
John Francis O'Shea (sinh ngày 30 tháng 4 năm 1981) là một cựu cầu thủ bóng đá người Ireland và hiện là huấn luyện viên đội một cho Reading. Anh được biết đến với sự đa năng khi chơi ở vị trí hậu vệ cánh hoặc trung vệ.
Sinh ở Waterford, O'Shea gia nhập Manchester United năm anh 17 tuổi và được đánh giá như một trong những cầu thủ đa năng nhất ở Premier League. Anh đã từng chơi ở mọi vị trí cho Manchester United, bao gồm cả thủ môn trong một trận đấu gặp Tottenham Hotspur. Tại United, anh đã ra sân 393 trận đấu, ghi được 15 bàn thắng và giành được 14 danh hiệu trong 12 mùa giải. O' Shea là một trong những cầu thủ Ireland giành được nhiều danh hiệu nhất mọi thời đại, chỉ có Denis Irwin, Roy Keane, Steve Heighway và Ronnie Whelan là những người có nhiều danh hiệu hơn anh. Anh gia nhập Sunderland vào tháng 7 năm 2011. Sau khi chơi 256 trận và ghi được 4 bàn thắng cho "Mèo Đen", anh chuyển sang thi đấu cho câu lạc bộ Reading vào tháng 7 năm 2018 cho đến khi giải nghệ vào tháng 5 năm 2019.
O'Shea ra mắt đội tuyển Cộng hòa Ireland vào năm 2001 trong trận gặp Croatia. Tổng cộng, anh đã ra sân 118 trận và ghi 3 bàn thắng trong 18 năm khoác áo đội tuyển.

## Sự nghiệp

### Manchester United
Trước khi gia nhập đội trẻ Manchester United, O'Shea chơi cho đội bóng địa phương ở quê anh Waterford, nơi anh được phát hiện lần đầu bởi các tuyển trạch viên MU. Anh ký bản hợp đồng chuyên nghiệp vào năm 17 tuổi và có trận ra mắt gặp Aston Villa vào năm 1999.
Sau đó anh được đem cho Bournemouth và đội bóng Bỉ Royal Antwerp mượn trước khi trở về Manchester vào mùa giải 2002-03 và từ đó luôn được sử dụng một cách đa năng ở nhiều vị trí như hậu vệ trái, hậu vệ phải, trung vệ và tiền vệ trung tâm.

### Sunderland
Năm 2011 sau khi có chức vô địch Anh cùng Man Utd, anh chuyển đến chơi cho Sunderland với mức phí chuyển nhượng không được tiết lộ

## Thi đấu quốc tế
O'Shea có trận ra mắt trong màu áo đội tuyển Ireland vào ngày 15 tháng 8 năm 2001 trong trận gặp Croatia và từ đó trở thành thành viên quan trọng của đội tuyển cho đến ngày 2 tháng 6 năm 2018 thì chính thức chia tay đội tuyển quốc gia sau 17 năm gắn bó; tổng cộng anh đã thi đấu 119 trận và ghi được 3 bàn thắng.

## Sau khi giải nghệ
Sau khi tuyên bố giải nghệ sự nghiệp cầu thủ, O' Shea ở lại Reading với vai trò mới là huấn luyện viên đội một.

## Cuộc sống cá nhân
O'Shea kết hôn với đối tác lâu năm, Yvonne Manning, tại Lady Chapel ở Maynooth, County Kildare, Ireland vào ngày 8 tháng 6 năm 2010. Họ đã có một con trai và một con gái.

## Thống kê

### Câu lạc bộ
Tính đến ngày 6 tháng 5 năm 2018.
| Câu lạc bộ           | Mùa giải            | Giải ngoại hạng Anh | Giải ngoại hạng Anh | Cup           | Cup          | League Cup    | League Cup   | Châu Âu       | Châu Âu      | Khác          | Khác         | Tổng cộng     | Tổng cộng    |
| Câu lạc bộ           | Mùa giải            | Số lần ra sân       | Số bàn thắng        | Số lần ra sân | Số bàn thắng | Số lần ra sân | Số bàn thắng | Số lần ra sân | Số bàn thắng | Số lần ra sân | Số bàn thắng | Số lần ra sân | Số bàn thắng |
| -------------------- | ------------------- | ------------------- | ------------------- | ------------- | ------------ | ------------- | ------------ | ------------- | ------------ | ------------- | ------------ | ------------- | ------------ |
| Manchester United    | 1999–2000           | 0                   | 0                   | –             | –            | 1             | 0            | 0             | 0            | 0             | 0            | 1             | 0            |
| Manchester United    | 2000–01             | 0                   | 0                   | 0             | 0            | 2             | 0            | 0             | 0            | 0             | 0            | 2             | 0            |
| Manchester United    | 2001–02             | 9                   | 0                   | 0             | 0            | 1             | 0            | 3             | 0            | 0             | 0            | 13            | 0            |
| Manchester United    | 2002–03             | 32                  | 0                   | 1             | 0            | 3             | 0            | 16            | 0            | 0             | 0            | 52            | 0            |
| Manchester United    | 2003–04             | 33                  | 2                   | 6             | 0            | 2             | 0            | 7             | 0            | 1             | 0            | 49            | 2            |
| Manchester United    | 2004–05             | 23                  | 2                   | 4             | 1            | 4             | 0            | 5             | 0            | 1             | 0            | 37            | 3            |
| Manchester United    | 2005–06             | 34                  | 1                   | 2             | 0            | 4             | 1            | 7             | 0            | 0             | 0            | 47            | 2            |
| Manchester United    | 2006–07             | 32                  | 4                   | 5             | 0            | 1             | 0            | 11            | 1            | 0             | 0            | 49            | 5            |
| Manchester United    | 2007–08             | 28                  | 0                   | 2             | 0            | 1             | 0            | 6             | 0            | 1             | 0            | 38            | 0            |
| Manchester United    | 2008–09             | 30                  | 0                   | 4             | 0            | 6             | 1            | 12            | 1            | 2             | 0            | 54            | 2            |
| Manchester United    | 2009–10             | 15                  | 1                   | 0             | 0            | 0             | 0            | 2             | 0            | 1             | 0            | 18            | 1            |
| Manchester United    | 2010–11             | 20                  | 0                   | 4             | 0            | 1             | 0            | 6             | 0            | 1             | 0            | 32            | 0            |
| Manchester United    | Tổng cộng           | 256                 | 10                  | 28            | 1            | 26            | 2            | 75            | 2            | 7             | 0            | 393           | 15           |
| Bournemouth (mượn)   | 1999–2000           | 10                  | 1                   | 0             | 0            | 0             | 0            | –             | –            | –             | –            | 10            | 1            |
| Royal Antwerp (mượn) | 2000–01             | 14                  | 0                   | 0             | 0            | –             | –            | –             | –            | –             | –            | 14            | 0            |
| Sunderland           | 2011–12             | 29                  | 0                   | 5             | 0            | 0             | 0            | –             | –            | –             | –            | 34            | 0            |
| Sunderland           | 2012–13             | 34                  | 2                   | 0             | 0            | 2             | 0            | –             | –            | –             | –            | 36            | 2            |
| Sunderland           | 2013–14             | 33                  | 1                   | 2             | 0            | 7             | 0            | –             | –            | –             | –            | 42            | 1            |
| Sunderland           | 2014–15             | 37                  | 0                   | 4             | 0            | 2             | 0            | –             | –            | –             | –            | 43            | 0            |
| Sunderland           | 2015–16             | 28                  | 0                   | 1             | 0            | 2             | 0            | —             | —            | —             | —            | 31            | 0            |
| Sunderland           | 2016–17             | 28                  | 0                   | 1             | 0            | 1             | 0            | —             | —            | —             | —            | 30            | 0            |
| Sunderland           | 2017–18             | 37                  | 1                   | 1             | 0            | 2             | 0            | —             | —            | —             | —            | 40            | 1            |
| Sunderland           | Tổng cộng           | 226                 | 4                   | 14            | 0            | 16            | 0            | —             | —            | —             | —            | 256           | 4            |
| Reading              | 2018–19             | 8                   | 0                   | 0             | 0            | 2             | 0            | —             | —            | —             | —            | 10            | 0            |
| Tổng cộng sự nghiệp  | Tổng cộng sự nghiệp | 514                 | 15                  | 42            | 1            | 44            | 2            | 76            | 2            | 7             | 0            | 683           | 20           |

### Đội tuyển quốc gia
Tính đến ngày 2 tháng 6 năm 2018
| Đội tuyển quốc gia Ireland | Đội tuyển quốc gia Ireland | Đội tuyển quốc gia Ireland |
| Năm                        | Trận                       | Bàn                        |
| -------------------------- | -------------------------- | -------------------------- |
| 2001                       | 1                          | 0                          |
| 2002                       | 1                          | 0                          |
| 2003                       | 9                          | 1                          |
| 2004                       | 8                          | 0                          |
| 2005                       | 9                          | 0                          |
| 2006                       | 7                          | 0                          |
| 2007                       | 8                          | 0                          |
| 2008                       | 7                          | 0                          |
| 2009                       | 10                         | 0                          |
| 2010                       | 8                          | 0                          |
| 2011                       | 6                          | 0                          |
| 2012                       | 10                         | 0                          |
| 2013                       | 11                         | 1                          |
| 2014                       | 6                          | 1                          |
| 2015                       | 7                          | 0                          |
| 2016                       | 8                          | 0                          |
| 2017                       | 2                          | 0                          |
| 2018                       | 1                          | 0                          |
| Tổng cộng                  | 119                        | 3                          |

### Bàn thắng quốc tế
| #  | Ngày                 | Địa điểm                                     | Đối thủ    | Bàn thắng | Kết quả | Giải đấu                 |
| -- | -------------------- | -------------------------------------------- | ---------- | --------- | ------- | ------------------------ |
| 1. | 19 tháng 8 năm 2003  | Sân vận động Lansdowne Road, Dublin, Ireland | Úc         | 1–1       | 2–1     | Giao hữu                 |
| 2. | 15 tháng 10 năm 2013 | Sân vận động Aviva, Dublin, Ireland          | Kazakhstan | 2–1       | 3–1     | Vòng loại World Cup 2014 |
| 3. | 14 tháng 10 năm 2014 | Veltins-Arena, Gelsenkirchen, Đức            | Đức        | 1–1       | 1–1     | Vòng loại Euro 2016      |

## Danh hiệu

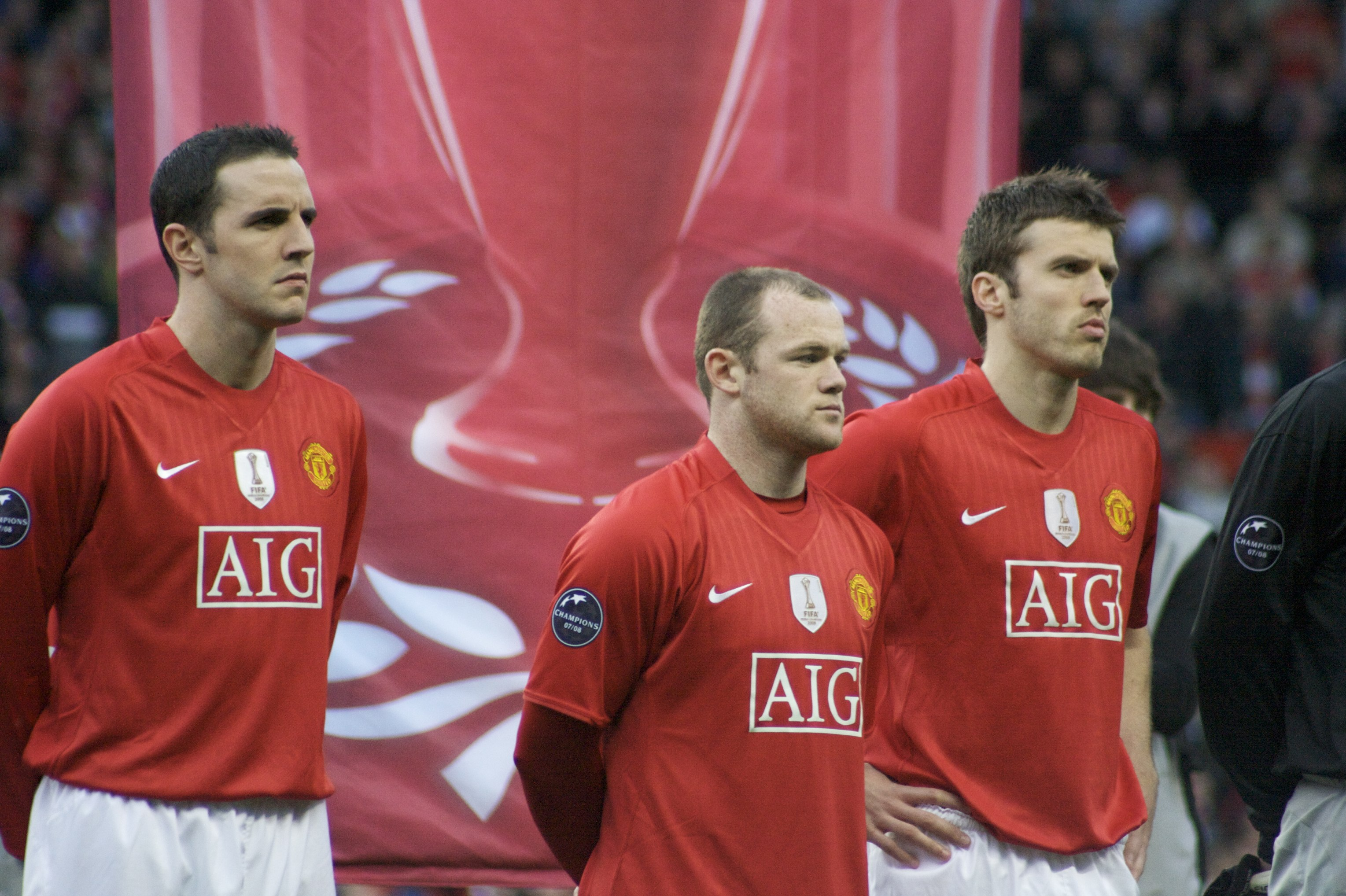
O'Shea, Wayne Rooney và Michael Carrick xếp hàng cho Manchester United năm 2009. Cả ba đều đeo huy hiệu của nhà đương kim vô địch UEFA Champions League và FIFA Club World Cup.

### Câu lạc bộ

#### Manchester United
- Premier League (4): 2002–03, 2006–07, 2007–08, 2008–09
- FA Cup (1): 2003–04
- Football League Cup (2): 2005–06, 2008-09
- FA Community Shield (3): 2003, 2007, 2008
- UEFA Champions League (1): 2007–08
- FIFA Club World Cup (1): 2008

### Quốc tế

#### U-16 Cộng hòa Ireland
- UEFA European Under-16 Championship: 1998

### Cá nhân
- Cầu thủ xuất sắc nhất năm của Đội dự bị Denzil Haroun: 2001–02
- Cầu thủ quốc tế cao cấp của năm của FAI: 2014